# P.A. Nova Gliwice (2009)
P.A. Nova Gliwice, wcześniej Gliwickie Stowarzyszenie Futsalu Gliwice – polski klub futsalowy z Gliwic, od sezonu 2019/2020 występujący w Futsal Ekstraklasie, najwyższej klasie rozgrywek w Polsce. 
GSF do ekstraklasy awansował po wygraniu rozgrywek grupy południowej I ligi w sezonie 2018/2019. Pierwszy sezon w najwyższej klasie rozgrywkowej klub ten ukończył na dziewiątym miejscu w tabeli. Przed sezonem 2020/2021 klub zmienił nazwę na P.A. Nova Gliwice.